# Rudolf Schlosser
Rudolf Schlosser (* 4. April 1880 in Gießen; † 11. Dezember 1944 ebenda) war ein deutscher Theologe, Sozialpädagoge und Quäker.

## Pfarrer und Sozialpädagoge
Rudolf Schlosser war das dritte von sieben Kindern des Pfarrers und Kirchenrats Georg Schlosser und dessen Frau. Einer seiner Brüder war der Unternehmer und spätere Vorstandsvorsitzende der Degussa AG Hermann Schlosser.
Von 1895 an studierte er Theologie an der Theologischen Fakultät in Halle (Saale) und anschließend in Gießen und Marburg. An sein Studium schloss er einen freiwilligen Dienst als Helfer in den Bodelschwinghsche Anstalten in Bethel an.
Rudolf Schlosser war verheiratet mit Amalie Lehmann (1886–1973). Das Ehepaar hatte eine leibliche Tochter (Gertrud, geboren 1908, verheiratete Birke) und adoptierte noch drei weitere Kinder.
1905 trat Schlosser seine erste Pfarrvikarsstelle in Oberhessen an und reiste 1910, jetzt bereits als Geistlicher bei der Inneren Mission, erstmals nach England zu einem Treffen des Christlichen Vereins Junger Menschen.
Nach weiteren Stationen als Pfarrer auf dem Lande, wurde er 1914 zunächst als Sanitäter zum Militär eingezogen, wechselte dann in den militärischen Dienst und wurde schließlich als Offizier nach einer Verwundung aus dem Militärdienst entlassen.
1916 übernahm Rudolf Schlosser eine Pfarrstelle in Chemnitz. Er trat der SPD bei, gründete einen Kinderhort, organisierte einen Arbeitskreis über „Sozialistische Lebensgestaltung“ und stand den Religiösen Sozialisten um Emil Fuchs nahe. Schlosser brach mit der evangelischen Kirche wegen deren Haltung im Ersten Weltkrieg und wurde Direktor des städtischen Kinderheims in Chemnitz-Bernsdorf, das eine Anstalt für schwer erziehbare Jugendliche war. In vergleichbarer Funktion und mit vergleichbaren sozialfürsorglichen Aufgaben wechselte er 1926 an den Wackenitzhof bei Lübeck. Im September 1927 nahm er – wie unter anderem auch Siegfried Bernfeld oder Curt Bondy – an der Tagung des „Allgemeinen Fürsorgeerziehungstages“ in Hamburg teil. In einem Bericht über diese Tagung ist im Anschluss an die Zusammenfassung des Einleitungsreferats vermerkt: „In der Aussprache über das Referat äußerte Genosse Schlosser (Wackernitzhof), daß in der konfessionellen Erziehung die wichtigsten Nöte der heranreifenden Jugend, z. B. auf sexuellem Gebiet, nicht behoben werden können. Er fordert den Einsatz der richtigen Erzieherpersönlichkeiten und die Einlassung des breiten Stromes gesunden Jugendlebens.“
Ab 1928 leitete Rudolf Schlosser die Fürsorge- und Erziehungsanstalt Bräunsdorf in Sachsen (Lage), wo er sich abermals um die Resozialisierung verwahrloster Jugendlicher kümmerte. Bräunsdorf war „die größte sächsische Fürsorgeanstalt für Jugendliche [und] besaß zu diesem Zeitpunkt eine eigene Schule sowie eine Fortbildungsschule, Werkstätten und ein Krankenhaus“ (Claus Bernet). Nach der nationalsozialistischen Machtergreifung wurde er entlassen und kurzzeitig in Schutzhaft genommen.

## Quäker
Weder bei Bernet noch bei Bonavita finden sich eindeutige Aussagen darüber, wann Schlosser mit den Gedanken der Quäker in Kontakt gekommen ist. Bonavita verweist darauf, dass viele Bekannte aus dem Kreis der religiösen Sozialisten ebenfalls den Weg zu den Quäkern gefunden hätten, vermutet aber, dass ausländische Quäker, die den Weg nach Chemnitz gefunden hatten, ihn am stärksten beeinflusst hätten. Dennoch war es ein langer Prozess, bis er endgültig Mitglied bei den Quäkern wurde:

„Nach jahrelangem Rückzug und gläubigem Einzeldasein trat er auf der Jahresversammlung 1931 in Dresden-Hellerau der «Religiösen Gesellschaft der Freunde» bei. Seine Ehefrau Amalie wurde 1933 als Mitglied aufgenommen.“

Die Quäker waren für Schlosser bald nicht nur religiöse Heimat, sondern auch Zentrum seines weiteren Wirkens. Nach seiner Entlassung aus der Schutzhaft. 1933, begann er nämlich für die Quäker zu arbeiten. Er engagierte sich in der sozialen Hilfsarbeit der Deutschen Jahresversammlung und war bald darauf maßgeblich am Aufbau der Quäkerschule in den Niederlanden beteiligt.
Auf Schlosser ist es auch zurückzuführen, dass 1934 Katharina Petersen Schulleiterin in Eerde wurde.

## Berufung nach Frankfurt am Main
In Frankfurt am Main hatte sich Anfang der 1920er Jahre ein kleiner Kreis von Quäkerinnen und Quäkern gebildet, die sich schon an den Quäkerspeisungen beteiligt hatten. Diese Gruppe erhielt große Unterstützung durch eine Gruppe britischer Frauen, die mit deutschen Männern verheiratet waren. Der Kontakt zwischen den Britinnen und den Quäkern wurde durch das britische Konsulat vermittelt. Für die Gruppe, die sich zunächst noch privat traf, wurde ein eigener Quäkertreffpunkt immer wichtiger, doch es dauerte noch bis zum April des Jahres 1933, bis der Wunsch in Erfüllung gehen und in der Liebigstraße 16 (Lage), im Frankfurter Westend, ein Quäkerheim eingerichtet werden konnte.
Allerdings war bei den Frankfurter Quäkern zu diesem Zeitpunkt die Freude über das eigene Heim nicht mehr ungetrübt, denn die politischen Veränderungen seit der nationalsozialistischen Machtergreifung waren unübersehbar und Auswirkungen auf die eigene Arbeit nicht auszuschließen. Die Frankfurter Gruppe musste handeln.

„The German Friends immediately called for a meeting to discuss the situation and the decision was made that a German Friend should be placed in charge of our Centre. The choice fell upon Rudolf Schlosser. […] As a matter of fact we met with no serious difficulties. Beyond a cursory general investigation and enquiry we were left to continue our work peacefully. The Party (NSDAP, P.B.) seemed to have little interes in our undertaking.“

„Die Deutschen Freunde forderten sofort ein Treffen, um die Situation zu besprechen, und die Entscheidung wurde getroffen, dass ein deutscher Freund für unser Zentrum zuständig sein sollte. Die Wahl fiel auf Rudolf Schlosser. […] Tatsächlich haben wir keine ernsthaften Schwierigkeiten gehabt. Über eine flüchtige allgemeine Ermittlung und Nachforschung hinaus konnten wir unsere Arbeit friedlich fortsetzen. Die Partei (NSDAP, P.B.) schien wenig Interes an unserer Unternehmung zu haben.“

Die Frankfurter Gestapo registriert am 1. Juli 1933 den Zuzug des Ehepaares Schlosser aus Bräunsdorf in die Frankfurter Launitzstr. 6 (Lage). Rudolf Schlosser gehörte von nun an zu den 24 Quäkervertrauensleuten, die deutschlandweit als Ansprechpartner für Verfolgte zur Verfügung standen.

## Das Frankfurter Quäkerbüro
Zur Zeit von Schlossers Wechsel nach Frankfurt dürften die Weichen für das erste größere Projekt der kleinen Frankfurter Quäkergruppe – zehn (maximal fünfzehn) Mitglieder 1933 – bereits gestellt gewesen sein:
Darüber hinaus entwickelte sich das Büro aber schnell zu einem Anlaufpunkt für Verfolgte aus Frankfurt und dem Umfeld und wurde geprägt von Schlossers Arbeitsethos: unbedingte und kompromisslose Wahrhaftigkeit, Unerbittlichkeit auch gegen kleinste Nachlässigkeiten, aber auch Güte und stilles Verstehen gegenüber denen, die Hilfe suchten. Und dies waren in zunehmendem Maße jüdische Menschen. Schlosser sorgte aber auch für die geistige Weiterentwicklung der eigenen Gruppe. Er organisierte Versammlungen und Vorträge, auf denen etwa der später als Gerechter unter den Völkern geehrte Wilhelm Mensching sprach, oder Gustav Radbruch. Enge Kontakte unterhielt Schlosser auch zu Martin Buber, den er seit 1925 kannte und zu dem er ab 1933 die Beziehungen noch enger knüpfte. Schlosser brachte auch britische Quäkerinnen mit Buber in Kontakt und vermittelte auch einen Besuch von Bertha Bracey bei Buber in Heppenheim.
1936 wurde Schlosser als Delegierter der Deutschen Jahresversammlung in die Jahresversammlung der niederländischen Quäker entsandt, und 1937 erhielt er selber die Möglichkeit zu einer Auszeit: Er konnte für ein Semester nach England an das Quaker College Woodbrooke gehen und sich dort vor allem auch privaten Studien (Kunstgeschichte, Städtebau, Architektur) widmen. Nach seiner Rückkehr aus England organisierte und leitete er die Deutschen Jahresversammlung in Bad Pyrmont.
Das Frankfurter Quäkerbüro entwickelte sich allmählich „zu einem zweiten internationalen Zentrum neben Berlin“ und wurde für die Betreuung von Verfolgten aus dem gesamten südwestdeutschen Raum zuständig. Das Geld für die Arbeit kam überwiegend von ausländischen Quäkern, doch kam es auch immer wieder zu inländischen Spenden und Einnahmen aus Eigentumsübertragungen von Menschen, die ausreisen konnten, aber nur einen Teil ihres Habes ausführen durften. Ab 1937 wurden die Arbeitsbedingungen im Frankfurter Büro aber immer beschwerlicher. Die Überwachungen durch die Gestapo nahmen zu, ohne dass es jedoch zu einschneidenden Maßnahmen gegen die Quäker gekommen wäre, aber es mussten immer mehr Sicherheitsvorkehrungen getroffen werden, um nicht noch mehr ins Visier der Gestapo zu geraten.
Nach Bonavita ist es nicht möglich, Aussagen darüber zu treffen, wie vielen Menschen die Frankfurter Quäker helfen konnten. Es gibt viele Beispiel von Einzelschicksalen, denen die Quäkerunterstützung das Leben gerettet hat, und es gibt ebenso das Beispiel der Mitwirkung an einer der größten organisierten Rettungsaktionen, den Kindertransporten in der Folge der Reichspogromnacht von 1938. Der Plan hierzu geht, wie auch das Rest Home Projekt, im Wesentlichen auf Bertha Bracey und das von ihr gegründete Germany Emergency Committee zurück, und von Januar 1939 an war auch Frankfurt ein Abreiseort für viele jüdische Kinder.

„Die Ausreise der ersten größeren Gruppe von jüdischen Kindern aus Frankfurt organisierte die zuständige Abteilung «Kinderverschickung» von Dr. Martha Wertheimer in die Schweiz. Am 5. ]anuar 1939 fuhr ein Zug aus Frankfurt mit vielen Kindern in Richtung Zürich ab. Sie kamen u. a. dort in einem Kinderheim des «Israelitischen Frauenvereins» unter. An diesem Tag waren elf Kinder aus Frankfurt in die entgegengesetzte Richtung abgereist. Die Frankfurter Quäker hatten für Internatsplätze in ihrer Quäker-Schule «Eerde» in den Niederlanden als schnellen Unterschlupf gesorgt. Einer der ersten großen Kindertransporte in Richtung England begann in Frankfurt am 18. ]anuar 1939. Die Kinder kamen aus allen Altersgruppen und aus verschiedenen Städten Süddeutschlands. Aus Frankfurt fuhren ab Mai 1939 nahezu wöchentlich Züge in Richtung England.“

Es war wie ein letztes Aufbäumen, denn mit dem Ausbruch des Zweiten Weltkriegs brachen die ausländischen Unterstützungen weg, und Ende Oktober 1939 war das Frankfurter Büro faktisch arbeitsunfähig: “The activities of the Frankfurt center are greatly reduced and it is open only part time. Rudolf Schlosser does not feel justified in giving full time to this reduced  program. He hopes to resume his Red Cross work.” (deutsch: „Die Aktivitäten des Frankfurter Zentrums sind stark reduziert und es ist nur noch zeitweilig geöffnet. Rudolf Schlosser fühlt sich nicht berechtigt, bei diesem reduzierten Programm Vollzeit zu arbeiten. Er hofft, seine Arbeit beim Rote Kreuz wieder aufzunehmen.“)

## Tod
Schlosser arbeitete seit 1940 auch für das Rote Kreuz und half bei dessen Bahnhofswache. Von Mai 1941 bis März 1944 arbeitete er als ehrenamtlicher Pfleger in der Orthopädischen Universitätsklinik Friedrichsheim. Diese Arbeit war auch eine bewusste Ablehnung des Naziregimes, das ihn offensichtlich trotz seines schon fortgeschrittenen Alters noch als Offizier zum Militärdienst verpflichten wollte.
Das Friedrichsheim wurde Ende März 1944 ausgebombt und evakuiert, Schlosser aber wurde eine andere öffentliche Aufgabe übertragen: Er sollte sich um die Planungen für den Wiederaufbau der zerstörten Städte kümmern. Es war wohl im Zusammenhang mit diesem Auftrag, dass Schlosser nach Gießen reiste. Er starb bei einem Fliegerangriff am 11. Dezember 1944 – ob auf der Fahrt von Gießen nach Frankfurt, oder beim Versuch, in Gießen einen Freund aufzusuchen (Bernet), bleibt offen.

## Werke
- Die Landeserziehungsanstalt Bräunsdorf bei Freiberg-Sachsen. Landeserziehungsanstalt Bräunsdorf, 1932.